# ベートゥヴェルート
ベテゥヴェルート（Betuweroute）はオランダ・ロッテルダム港とドイツのルール地方を直結するための貨物専用鉄道路線でTEFRN（Trans European Freight Rail Network）の一部をなす。貨物列車の高速化・高頻度化によりロッテルダム港の国際競争力を高めると共に、在来線を走る旅客列車の柔軟なダイヤ設定や遅延の解消、さらには道路交通から鉄道へのモーダルシフトを狙ったプロジェクトである。建設はプロレイルが行っており、開通後の管理も同社が行う。2007年に開通した。

## 名称
「ベーテュヴェ」という名称は、ライン川下流の低地（現在のオランダ・ヘルダーラント州あたり）にローマ時代住んでいたバタヴィ族とその土地「バタヴィア」のオランダ語ないしはドイツ語で、バタヴィアは「バタヴィア共和国」やジャワ島のオランダ東インド会社占領地「バタヴィア」などにも使われてきた。

## 路線概要

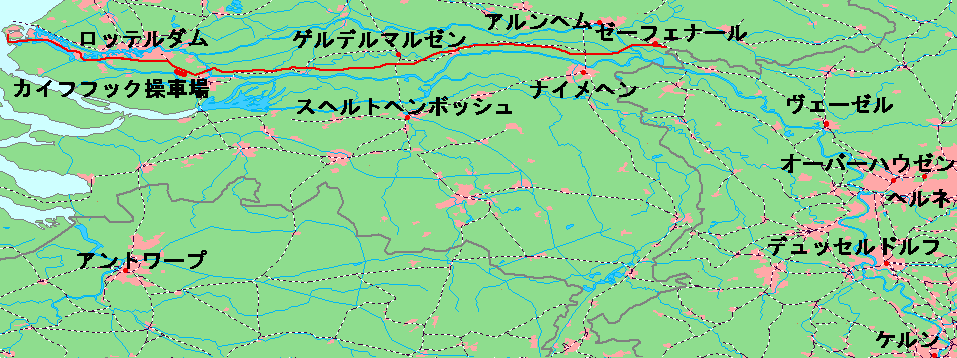
路線図：左端のオランダ・ロッテルダムからヘルダーラント州ゲルデルマルゼン経由でゼーフェナールまで。全体図の右端のピンク部分がおおむねドイツ・ルール地方。

路線はロッテルダム港西端のマースフラクテ西貨物駅（Maasvlakte West）からゼーフェナール東方のドイツ国境直前までの複線160kmであるが、完全な新線区間はロッテルダム南方のカイフフック（Kijfhoek）操車場から東側の107kmあまりである。ロッテルダム港内からカイフフック操車場までは基本的に在来線を複線化して利用するが、運河を渡る既存の昇開橋は地下トンネルに置き換えられる。またあわせて平面交差を立体交差に置き換える工事も行われている。カイフフック操車場北方では、フェイエノールト貨物駅やロッテルダム中央駅方面からの列車と進路が重なるため、複線が複単線に増強される。途中ゲルデルマルゼン-デン・ボス間とナイメヘン-アルンヘム間で在来線と交差し、それぞれ連絡線が設けられる。環境保護のための短いトンネルや地下トンネルも含め200箇所近いトンネルが設けられる。最長のトンネルは全長8115mのソフィアトンネル（Sophiaspoortunnel）である。カイフフック操車場すぐ東側にあり、旧マース川と既存市街地を一気にくぐり抜ける。新線区間の8割程度は既存の高速道路沿いに作られ、環境への影響を最小限に抑えた。
ベテゥヴェルート建設にあわせ関連施設の改良もあわせて行われ、カイフフック操車場の処理能力が1600輌／日から2800輌／日に増強され、構内には立体交差を設け平面交差を最小限にする。またドイツ側ではヴェーゼルからオーバーハウゼンまでの線路増強（複線から複単線）やオーバーハウゼン駅構内の立体交差建設による平面交差の縮小、オーバーハウゼン-ヘルネ間の複線化、踏切の解消などが行われている。

## 線路規格
オランダ標準の電化方式は直流1500Vであるが、ベテゥヴェルートは交流25KV/50Hzで電化される。重量貨物列車が高速で走行するには、従来の電化方式では力不足と考えられたためである。しかしこの選択には疑問の声もあり、事実ERFA（ヨーロッパ鉄道貨物連合）はこの電化方式に反対している。ドイツ標準の電化方式は交流15kV/16.7Hzであるため、ロッテルダム港からルール地方へ向かうには新たに3電源対応の電気機関車を用意する必要があるためである。商用周波数を利用することには合理性もあるが、運行会社に嫌われては新線建設の意義が薄れる。現状でも2電源対応の電気機関車購入を嫌い、全線が電化区間であるにもかかわらずディーゼル機関車で運行される貨物列車もあり、ベテゥヴェルート開通後はこの割合が増える可能性もある。
保安設備はアルストム製のETCSレヴェル2で、 あわせてERTMSを採用する。UICのD4規格に準じた線路規格で、軸重22.5tの列車が最高速度120km/hで走行可能である。列車密度は最大1時間10本までを考慮している。10-15km間隔で上下線間に渡り線を設けているほか、待避線が数ヶ所に設けられる。また将来コンテナを2段積みにして輸送できるよう、トンネル断面や立体交差部は高さ方向に余裕を持った設計になっている。